# Michael Irby
Michael Clinton Irby (Palm Springs (Californië), 16 november 1972) is een Amerikaans acteur.

## Biografie
Irby werd geboren in Palm Springs in een gezin van drie kinderen, en groeide op in Cabazon, eveneens in Californië. Vanaf zijn jeugd was hij dol op voetbal en wilde voetballer worden, hij speelde in Europa en haalde zelfs het voetbalelftal van de Verenigde Staten. Vanwege een ernstige blessure moest hij zijn droom opgeven. Op aanraden van zijn dramadocent koos hij ervoor acteur te worden. Hij studeerde af in theaterwetenschap aan de American Academy of Dramatic Arts in New York. Hiernaast heeft hij ook gestudeerd aan de College of the Desert in Palm Desert en aan de Orange Coast College in Orange County (Californië).
Irby begon in 1997 met acteren in de televisieserie Law & Order, hierna speelde hij nog meerdere rollen in televisieseries en films. Hij is vooral bekend van zijn rol als Charles Grey in de televisieserie The Unit waar hij in 68 afleveringen speelde (2006-2009).
Irby is getrouwd en heeft hieruit een zoon.

## Filmografie

### Films
Uitgezonderd korte films.
- 2024 Breaking Tradition - als Josh
- 2023 Fast X - als Zizi
- 2022 Last Seen Alive - als Oscar
- 2019 Duke - als Evelio
- 2012 K-11 - als Hernandez
- 2012 Widow Detective - als Nelson Lopez
- 2011 Fast Five - als Zizi
- 2010 Faster - als Vaquero
- 2010 Louis - als Robichaux
- 2009 Law Abiding Citizen - als rechercheur Garza
- 2005 Flightplan - als Obaid
- 2005 Once Upon a Wedding - als Luis
- 2003 Klepto - als Marco
- 2003 Final Draft - als Elijah
- 2001 Mourning Glory - als Luis
- 2001 The Last Castle - als Enriquez
- 2001 Piñero - als Reinaldo Povod
- 1997 Silent Prey - als hulpofficier van justitie Oniz

### Televisieseries
Uitgezonderd eenmalige gastrollen.
- 2018-2023 Mayans M.C. - als Obispo 'Bishop' Losa - 50 afl.
- 2018-2023 Barry - als Cristobal Sifuentes - 18 afl.
- 2020-2021 The Expanse - als VN admiraal Delgado - 6 afl.
- 2017-2018 SEAL Team - als Adam - 11 afl.
- 2017 Taken - als Scott - 10 afl.
- 2015 True Detective - als rechercheur Elvis Ilinca - 6 afl.
- 2015 CSI: Cyber - als medisch onderzoeker David Ortega - 3 afl.
- 2015 The Following - als Andrew Sharp - 2 afl.
- 2014 The Lottery - als broer van Vanessa - 3 afl.
- 2013-2014 Almost Human - als rechercheur Richard Paul - 13 afl.
- 2011 Chase - als agent Felix Perez - 2 afl.
- 2010 24 - als Adrion Bishop - 2 afl.
- 2006-2009 The Unit - als Charles Grey - 68 afl.
- 2003-2005 Line of Fire - als Amiel Macarthur - 13 afl.
- 2002 Haunted - als Dante - 6 afl.
- 2002 MDs - als Jaime Lopez - 2 afl.

- Library of Congress Control Number: no2003015328
- Virtual International Authority File: 4612314
- WorldCat: E39PBJxxcWfpHPGKPwfG3ckCcP